# シャルルホーゲル (時計)
シャルルホーゲル（Charles Vögele ）は、大阪市に本社を置く株式会社ティ・エヌ・ノムラが製造販売する時計のブランドである。主力製品は腕時計だが、少量ながら懐中時計（CV-7518）やシステム手帳（V-107）なども生産していた。

## 概要
特徴としては、チタンやセラミック、ステンレス等の素材を用い、表面にはイオンプレーティング加工を施し、ベルトはソリッドベルト（無垢材の金属で作られたベルト）を使用することなどによる頑丈な構造が挙げられ、これにより傷がつきにくく、また、高級感を持たせることに成功している。なお、ムーブメントはセイコー製のものなどが用いられており、自動巻とクォーツ式の両方のモデルがある。
腕時計については1年間の保証期間内の修理は無償で、その後も製造から7年程度は有償で修理が可能である。製品のサポートは、大阪市の本社、東京支社で受け付けている。なお、通信販売で購入した場合、修理の際の送料は自己負担になる。